# Siphocodon spartioides
Siphocodon spartioides är en klockväxtart som beskrevs av Porphir Kiril Nicolai Stepanowitsch Turczaninow. Siphocodon spartioides ingår i släktet Siphocodon och familjen klockväxter. Inga underarter finns listade i Catalogue of Life.